# В омуте Москвы
«В о́муте Москвы́» — немой короткометражный художественный фильм в жанре криминальной драмы. Снят режиссёром Николаем Лариным при участии продюсера Иосифа Ермольева в Российской империи. Впервые продемонстрирован 9 (22) апреля 1914 года. В фильме снялись Петр Бакшеев, Лидия Триденская, Иосиф Ермольев и Татьяна Куницкая. Фильм был первой работой художественного коллектива Иосифа Ермольева.

## Сюжет
Фильм представляет собой жизнеописание деревенского парня, попавшего в Москву. Парень по имени Дмитрий устроился половым в городском трактире, затем влюбляется в портниху Улю, а после того, как она рожает ребёнка — бросает её. После этого парень близко сходится с хозяйкой трактира, обворовывает её и после серии кутежей арестовывается и попадает в тюрьму. В это время брошенная им портниха решает покончить жизнь самоубийством и броситься под поезд. Самоубийство не удаётся и её спасает стрелочник, впоследствии женившийся на ней. Через несколько лет с каторги возвращается обокравший трактирщицу парень, и узнав о счастьи стрелочника с брошенной им портнихой, ради будущего собственной дочери решает оставить их в покое.

## Критика
Генеральный продюсер Телеканала «Россия» Александр Акопов в интервью журналу «Искусство кино» в 2000 году указал на то, что советским и российским кинокритиком Неей Зоркой в книге «На рубеже столетий» было продемонстрировано, что «драматический жанр в дореволюционном кино знал одну, но пламенную страсть — историю обольщения, каковое не может состояться без бурных выбросов либидо». Зоркая, как говорит Акопов, наугад взяв несколько картин, продемонстрировала набор событий, образующих такой сюжет, стандартный не в деталях, но по существу. В качестве примера стандартного сюжета ей приведён сюжет фильма «В омуте Москвы»: «Деревенский парень Дмитрий приходит в столицу за „сладкой жизнью“ и, презрев невесту — скромную, добродетельную белошвейку Улю, оказывается в постели хозяйки трактира, где служит половым. Хозяйка, устав от дебошей Дмитрия, выгоняет его, но тот неспособен остановиться и вскоре оказывается на каторге».
Сценарист и автор телепередач Андрей Кокорев и доктор исторических наук Владимир Руга в работе, посвящённой исследованию городского быта Москвы в начале XX века, пишут, что «судя по газетным отчетам, на фильмах вроде „В омуте Москвы“ … залы кинематографов совсем не пустовали».